# Bois du Cazier
Pour les articles homonymes, voir Cazier et Catastrophe du Bois du Cazier.
 (janvier 2011).
Le Bois du Cazier est un lieu-dit de Marcinelle, près de Charleroi, en Belgique.
Depuis 1822, un charbonnage s'y trouvait, où se déclare le 8 août 1956 un incendie qui cause la catastrophe du Bois du Cazier, provoquant 262 morts.
Le site est inscrit au patrimoine mondial de l'UNESCO depuis la 36e session du Comité du patrimoine mondial, en 2012.
Depuis 2017, il est inscrit au label du patrimoine européen.
Il est, comme trois autres charbonnages wallons, un des sites miniers majeurs de Wallonie
.

## Historique

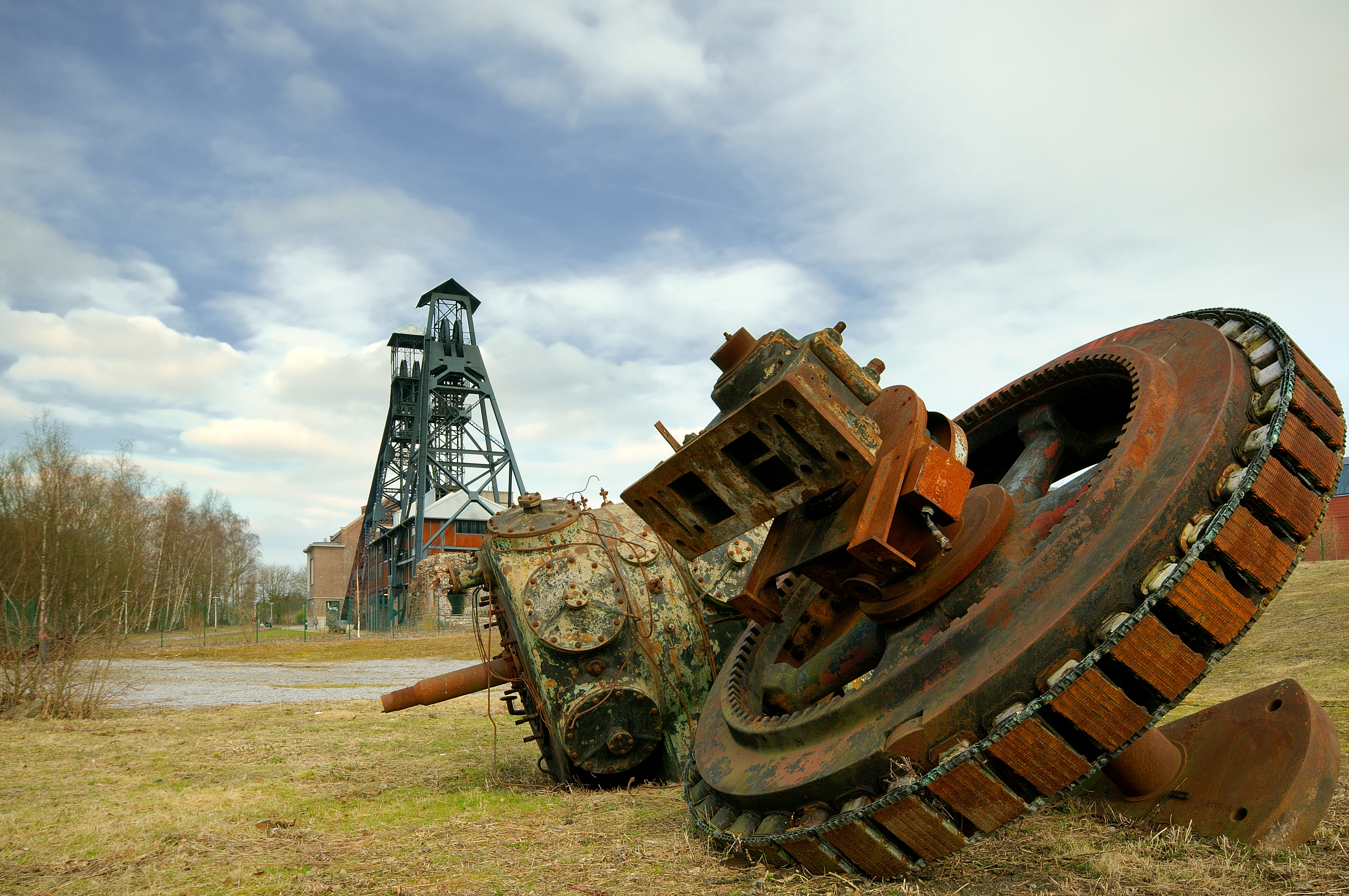
Châssis à molette du Bois du Cazier. À l'avant-plan : rotor d'un moteur de compresseur.

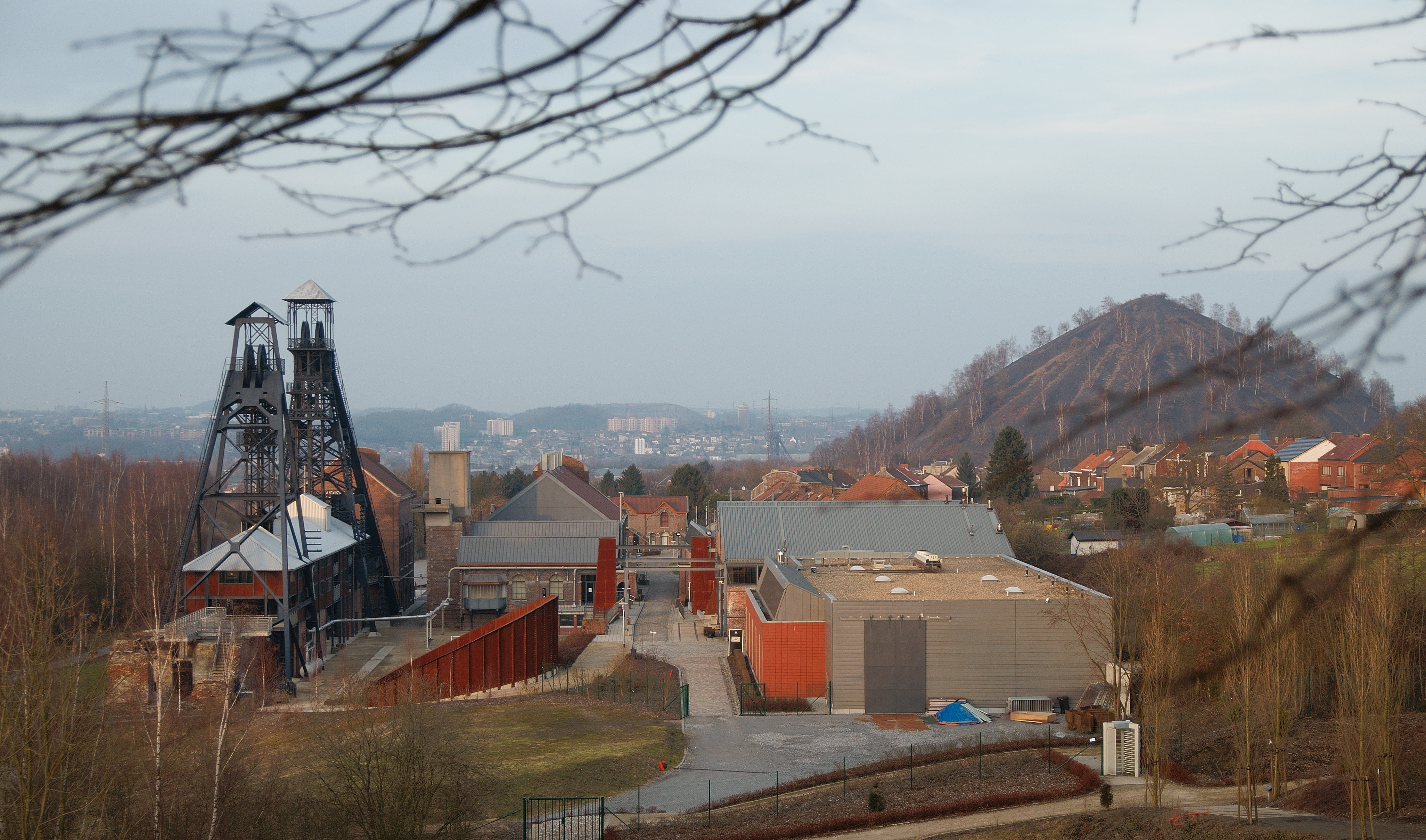
Châssis à molette du Bois du Cazier.

Les origines du charbonnage remontent au 30 septembre 1822, lorsque la concession houillère fut accordée par un arrêté royal hollandais de Guillaume Ier à une certaine Eulalie Desmanet de Biesme, née Propper de Hun. Ladite Eulalie avait hérité du baron Jean-Baptiste de Cazier, entre autres choses, de deux bois, nommés respectivement Bonbois et Hublinbut, situés sur la commune de Marcinelle, ainsi que la houille qu'ils pouvaient contenir. Ce dernier, mort sans descendance en 1812, avait légué ses biens à Mme Desmanet, famille par alliance, et à un neveu, René-Albert de Cazier. Ils se partagèrent l'héritage par un acte notarié daté du 1er mai 1813. Les bois prirent le nom de « Bois De Cazier », en souvenir du baron. C'est peut-être à la suite d'une erreur de transcription que « de Cazier » devint « du Cazier ». 
Le 11 février 1861, une société est constituée sous le nom de leurs propriétaires « Tournay, de Decker, Brichart et Cie » qui devient, le 5 août 1874, la Société anonyme du charbonnage du Bois de Cazier. La concession, pourtant bénéficiaire, est abandonnée en 1898, en raison de nombreux dégagements de grisou. 
Le 4 février 1899 la concession est rachetée par la S.A. des Charbonnages d'Amercœur et exploitée par la Société Anonyme du Charbonnage du Bois du Cazier.
En 1904, les concessions du Bois du Cazier et de Marcinelle-sud sont réunies ; le 26 avril 1910, la concession du Bois du Prince vient agrandir la superficie exploitée par la société. Le 13 novembre 1922, deux extensions sont accordées, portant la superficie exploitée à 875 ha. On y creuse deux puits au début du XXe siècle. Un troisième puits à 1 175 mètres, dit « Foraky », creusé en 1954, est toujours en cours de creusement lors de la catastrophe de 1956.
L'exploitation reprend huit mois après le drame. La société est mise en liquidation le 15 janvier 1961. En 1963, on remet en fonction partiellement l'exploitation du Bois du Cazier pour la fermer définitivement le 9 décembre 1967,.

## La catastrophe du 8 août 1956
La catastrophe du Bois du Cazier est la plus importante catastrophe minière survenue en Belgique, le 8 août 1956. Elle causa la mort de 262 mineurs. La catastrophe fut couverte internationalement pendant de nombreuses semaines. Elle est ensuite à l'origine d'une prise de conscience de la condition des ouvriers mineurs et des normes de sécurité dans cette industrie.

## Les musées du site
En plus de la visite du site des anciens charbonnages et du mémorial, les bâtiments du site du Bois du Cazier abritent les collections permanentes et les expositions temporaires de différents musées.
- L’Espace 8 août 1956 est consacré à l’histoire de la mine et des mineurs et, en particulier, au déroulement de la catastrophe.
- Le Musée de l’industrie est consacré aux principaux secteurs industriels : les charbonnages, la sidérurgie, la verrerie, les fabrications métalliques, les constructions mécaniques et électriques, la chimie, l'imprimerie ; il propose des collections d’objets, d’outillages et de machines qui s’y rapportent. La vie sociale et le monde ouvrier sont également représentés.
- Dans les Ateliers, forges et marteaux-pilons permettent à des artisans de réaliser des créations originales et d’effectuer des démonstrations du travail de la forge à destination du public.
- Depuis février 2007, l’ancienne lampisterie à laquelle a été adjoint un nouveau bâtiment de verre et d’acier, accueille le musée du verre de Charleroi[5] dont les collections proposent non seulement un aperçu de l’importante production locale de l’industrie verrière belge du XIXe et du début du XXe siècle, mais aussi des pièces anciennes de toutes époques et provenance et des créations de maîtres verriers et d’artistes contemporains et actuels. Le site comprend également un centre important de documentation dont les nombreux écrits et archives témoignent de l'évolution des différentes techniques de la production de verre[6].
- L'ancienne remise des locomotives, ont n'y trouve 3 authentiques locomotives (dont 2 à vapeur) qui sont exposées au public (l'une d'elle est opérationnelle pour des démonstrations).
- Un salon du livre s'y tient chaque année, organisé par l'association littéraire « Des livres ici ». Ce festival porte le nom de « Des livres au Cazier ». Anne-Marie Delbecq, qui réside à Marcinelle proche du Bois du Cazier, en est la gérante[7].

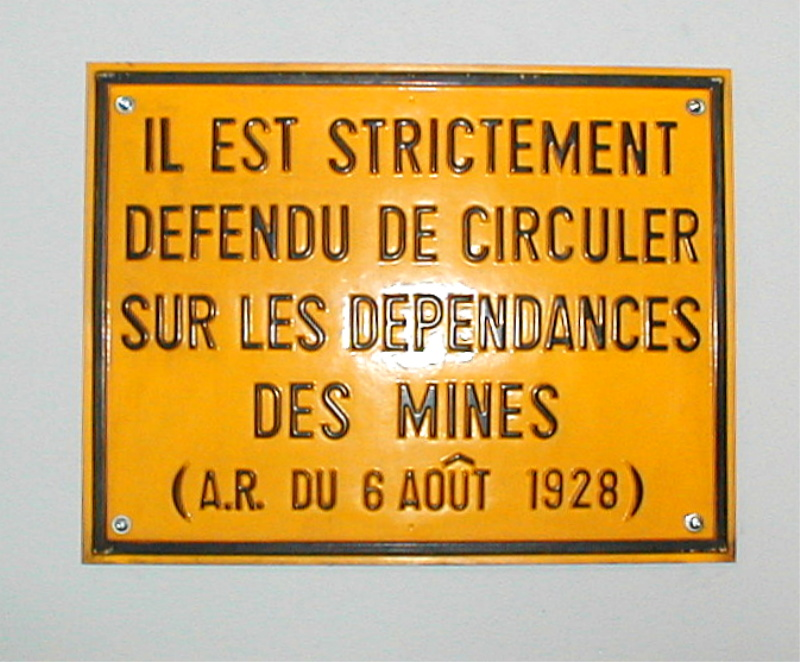
Plaque d'interdiction de circuler dans la mine (applicable dans les mines non gardées).
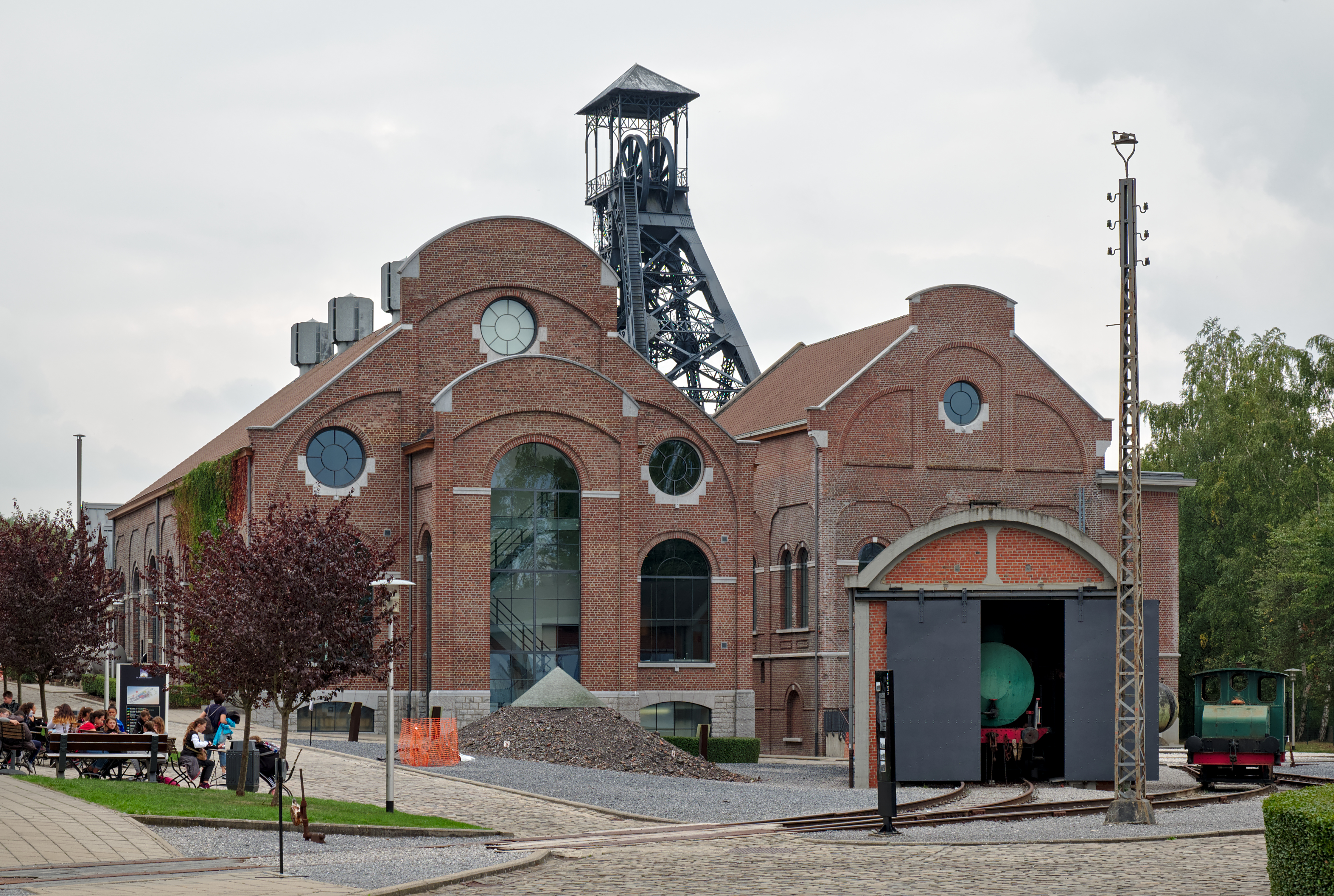
Entrée de la mine du Bois du Cazier de Marcinelle après rénovation.
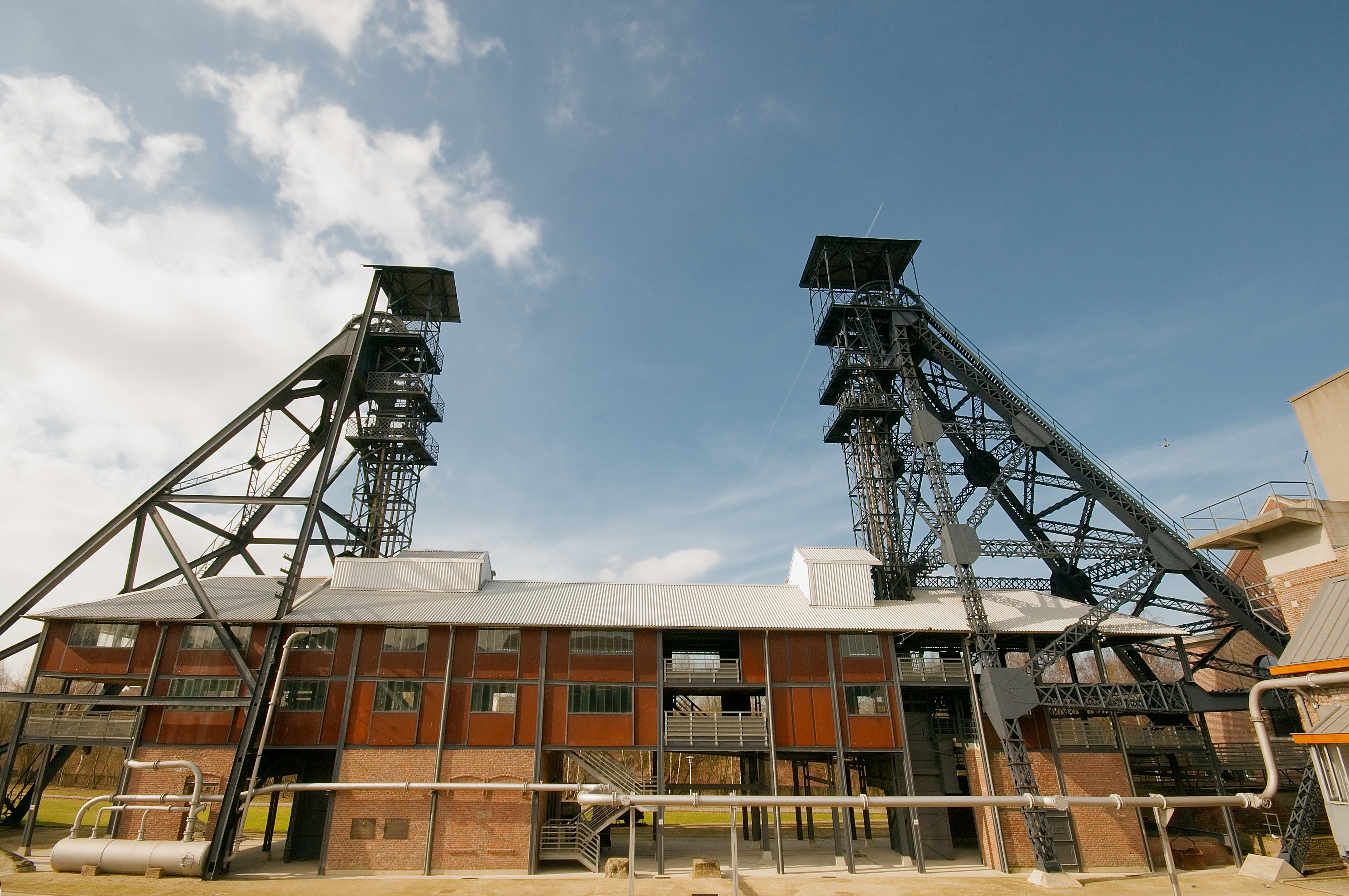
Chevalements et bâtiment de recette.
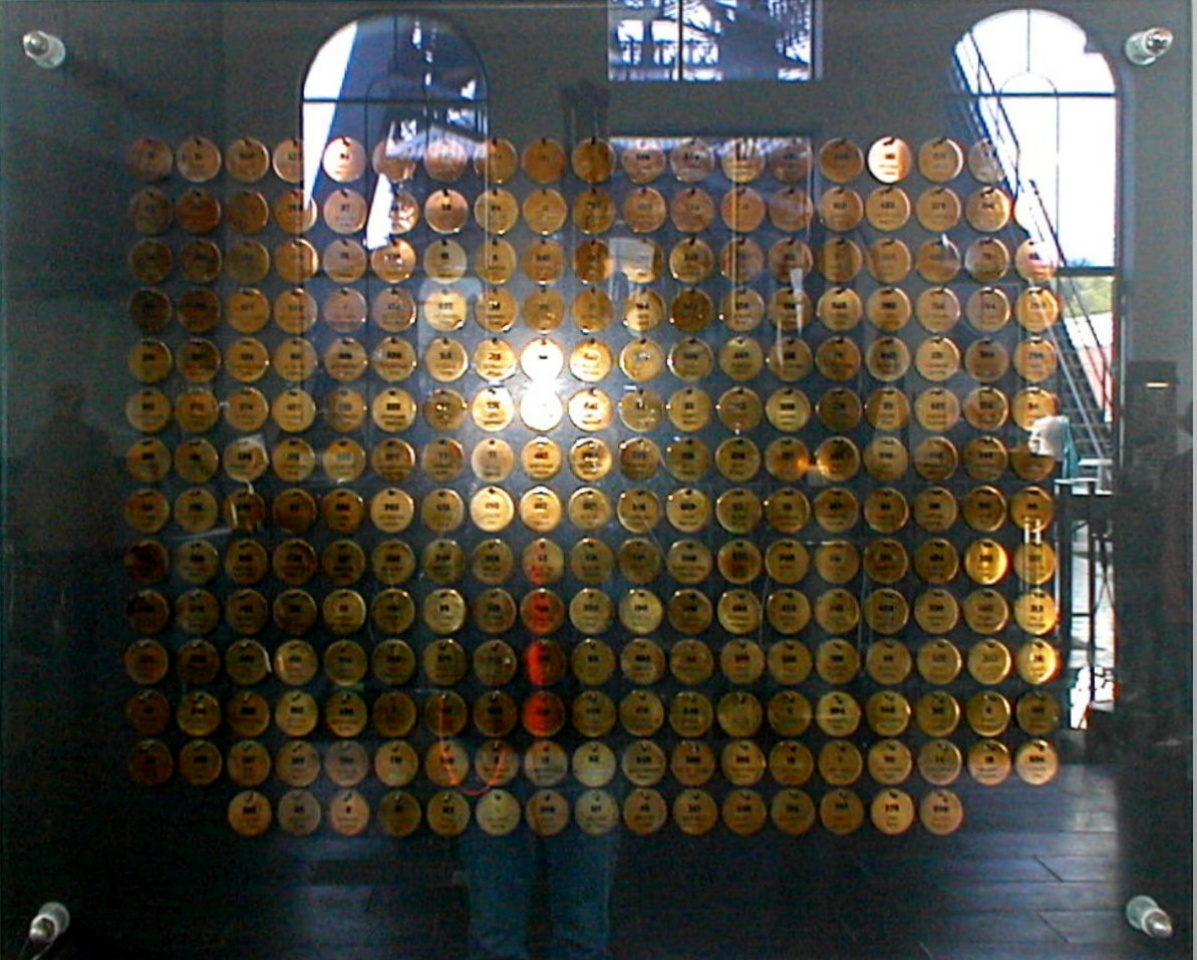
Les médailles des mineurs qui ne sont pas revenus.
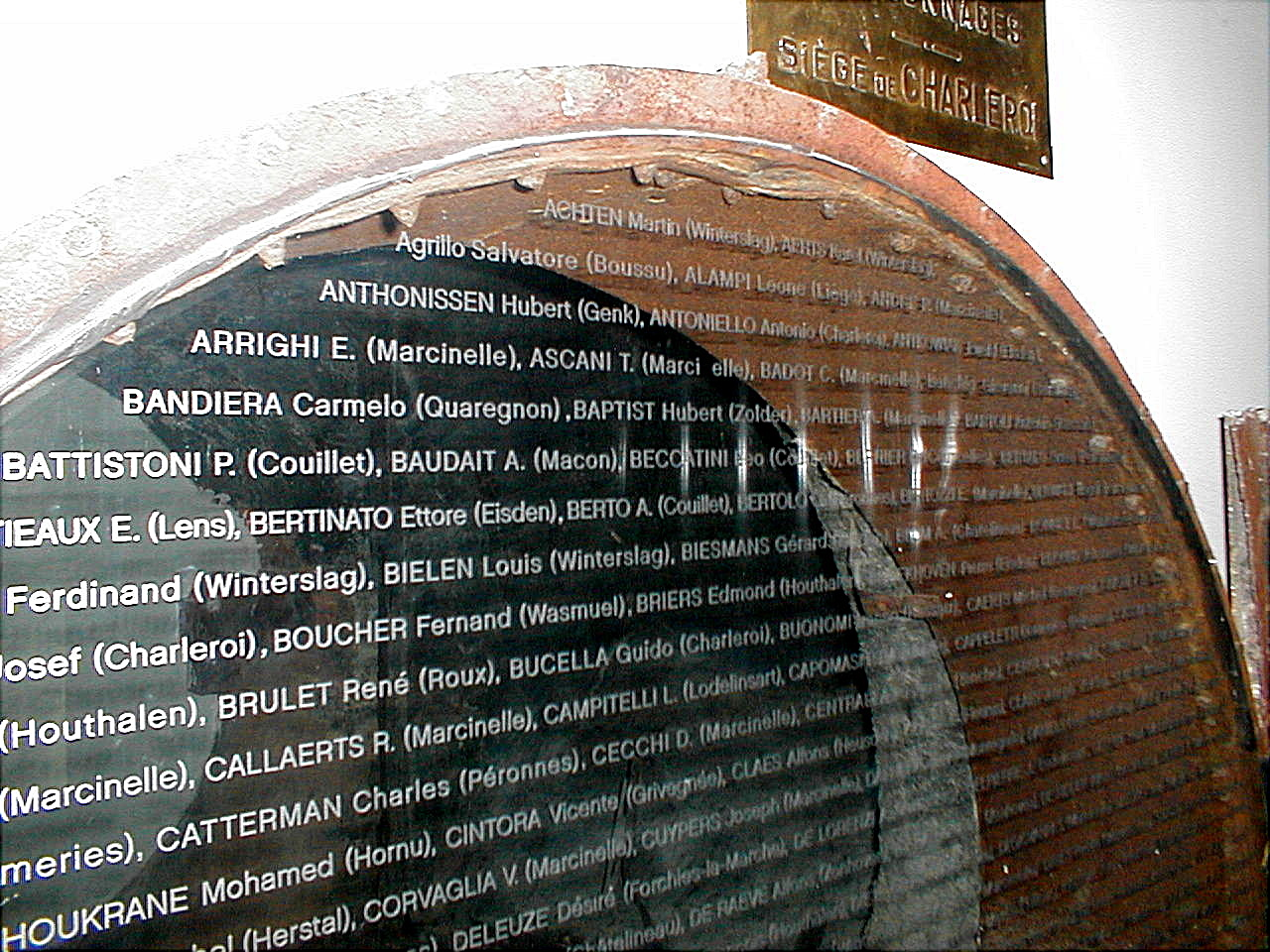
Gravé dans le verre, le nom de tous les sauveteurs ayant participé au sauvetage de Marcinelle.

Les visiteurs en transports en commun accèdent au site depuis la gare de Charleroi-Central puis avec le bus 52 direction Nalinnes, arrêt Cazier à Marcinelle (dimanche et fêtes : bus 1, arrêt rue des Pommiers).

## Fréquentation
En 2018, 58 883 personnes ont fréquenté les trois musées présents sur le site. Si le nombre est moins élevé qu'en 2017 (59 897), il présente une progression de 17 % par rapport à 2015. Sur le total des visiteurs en 2018, 27 032 ont payé l'entrée. Les entrées gratuites sont notamment celles du premier dimanche du mois. Ces visiteurs se répartissent à part égal entre individus et groupes. Le nombre de groupes présente une notable augmentation entre 2017 (616) et 2018 (855). Les recettes propres du site (billetterie, cafétéria, boutique, location de salle) était de 367 000 euros en 2018. 